# Elio Sannangelo
Elio Sannangelo (4 maggio 1926 – 2020) è stato un attore italiano, attivo tra il 1935 e il 1940 al cinema e in teatro come attore bambino.

## Biografia
La carriera cinematografica di Elio Sannangelo è limitata alla sua esperienza di attore bambino, tra il 1935 e il 1940, durante la quale interpreta tre film, acquisendo buona popolarità. 
Debutta al cinema nel 1935 in Amore (regia di Carlo Ludovico Bragaglia). Del film è contemporaneamente girata negli stessi studi della Cines (ma con un cast diverso) la versione francese: La route heureuse (regia di Georges Lacombe, 1935). Sannangelo è l'unico interprete italiano a prendere parte alle due versioni assieme alla protagonista italo-francese Edwige Feuillère. 
Recita anche in teatro dove lo troviamo al Teatro Argentina di Roma nel 1937 nella compagnia di Dina Galli come interprete nei Racconti d'autunno, d'inverno e di primavera di Giovacchino Forzano ed ancora nel 1939 nel cast del Giulio Cesare, sempre di Forzano, assieme a Pino Locchi, altro noto attore bambino del tempo.
Nel 1940 arriva la sua parte più impegnativa (e di maggiore notorietà) come protagonista del film Piccolo alpino (regia di Oreste Biancoli, 1940), tratto dall'omonimo popolare romanzo per ragazzi di Salvator Gotta del 1926. 

## Filmografia
- Amore, regia di Carlo Ludovico Bragaglia (1935)
- La route heureuse, regia di Georges Lacombe (1935)
- Piccolo alpino, regia di Oreste Biancoli (1940)